# 하야
하야(下野)는 관직이나 정계에서 물러나는 것을 뜻한다. 보통 대통령이 물러날 때 쓰는 말로, 다른 관직에서는 보통 사퇴라고 한다. 하야와 탄핵은 전직 대통령 예우상 큰 차이가 난다.
형식상으로 하야와 탄핵은 큰 차이를 보이는데 하야는 본인 스스로 물러나는 형식이지만 탄핵은 쫓겨나는 형식이다.

## 대한민국에서의 하야

### 이승만 대통령
대한민국에서 하야한 대통령은 군사 쿠데타 이후 강압으로 사직한 대통령 두 명을 제외하면 제1~3대 이승만 대통령이 전무후무하다. 그 직접적인 이유는 3·15 부정선거에서 촉발된 4·19 혁명이며, 그것으로 인해 대통령은 “국민이 원한다면 물러나겠다.”며 대통령직에서 내려왔다.

### 윤보선 대통령
윤보선 대통령은 5.16 군사 정변 이후 박정희를 비롯한 군부 세력과의 마찰로 1962년 하야하였다.

### 최규하 대통령
최규하 대통령은 12.12 군사 반란 이후 전두환 등의 신군부 세력과 마찰을 빚다 하야하였다.

## 미국에서의 하야
미국에서 하야한 대통령은 제37대 대통령인 리처드 닉슨 대통령이 있다.
그는 탄핵이 확실시되자 하야를 하였는데, 그 후 그는 변호사 자격마저 박탈당했다. 그 하야의 직접적인 원인은 워터게이트 사건으로, 그것 때문에 하원에서 탄핵소추가 가결되고 상원 통과가 확실시됐으나 대통령이 하야하며 사건은 마무리됐다.

## 같이 보기
- 탄핵
- 재야